# TrES-1 b
TrES-1 b – planeta obiegająca gwiazdę GSC 02652-01324 (znaną także jako V672 Lyrae), która znajduje się około 500 lat świetlnych od Słońca.

## Odkrycie
Planeta została odkryta przez zespół astronomów pod przewodnictwem Davida Charbonneau, Timothy’ego Browna i Edwarda Dunhama w obserwatorium Trans-Atlantic Exoplanet Survey (TrES) metodą obserwacji tranzytu. Odkrycie zostało opublikowane w serwisie arXiv 23 sierpnia 2004 i zostało potwierdzone przez obserwatorium Kecka. Planeta Masa i promień orbity planety sugerują, że należy ona do gorących jowiszów.
W oryginalnej pracy planeta została nazwana „TrES-1”, później jednak dodano do tego oznaczenia literę „b”, zgodnie z zasadami nazewnictwa planet pozasłonecznych.

## Obserwacje

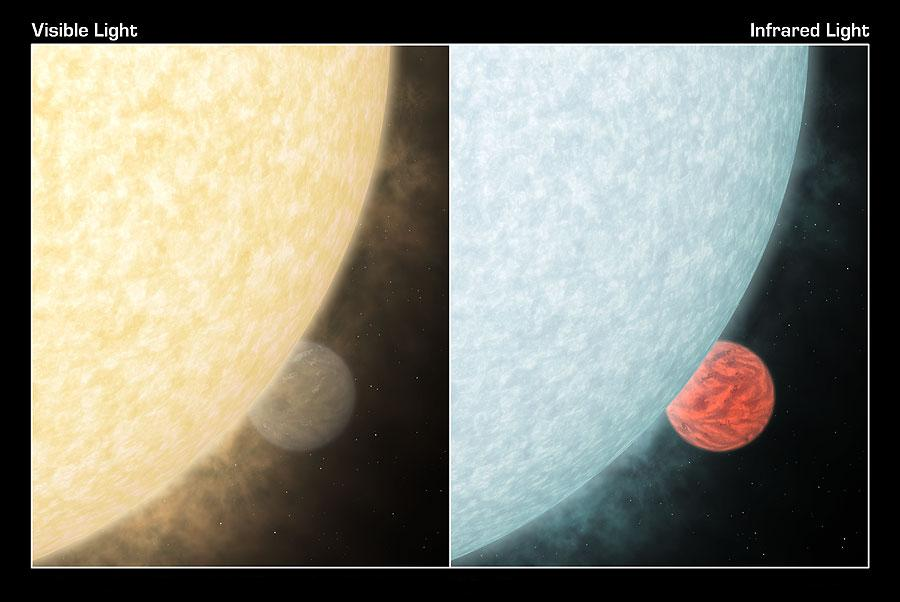
Wizja artystyczna TrES-1 b i jej gwiazdy w świetle widzialnym (po lewej) i podczerwieni (po prawej)

22 marca 2005 naukowcy z NASA korzystający z Teleskopu Spitzera zarejestrowali bezpośrednio światło odbite od tej planety – jest to druga po HD 209458 b planeta leżąca poza naszym Układem Słonecznym, która została poddana bezpośrednim obserwacjom.